# Барчис
Барчис (італ. Barcis, вен. Barcis) — муніципалітет в Італії, у регіоні Фріулі-Венеція-Джулія,  провінція Порденоне.
Барчис розташований на відстані близько 480 км на північ від Рима, 115 км на північний захід від Трієста, 28 км на північ від Порденоне.

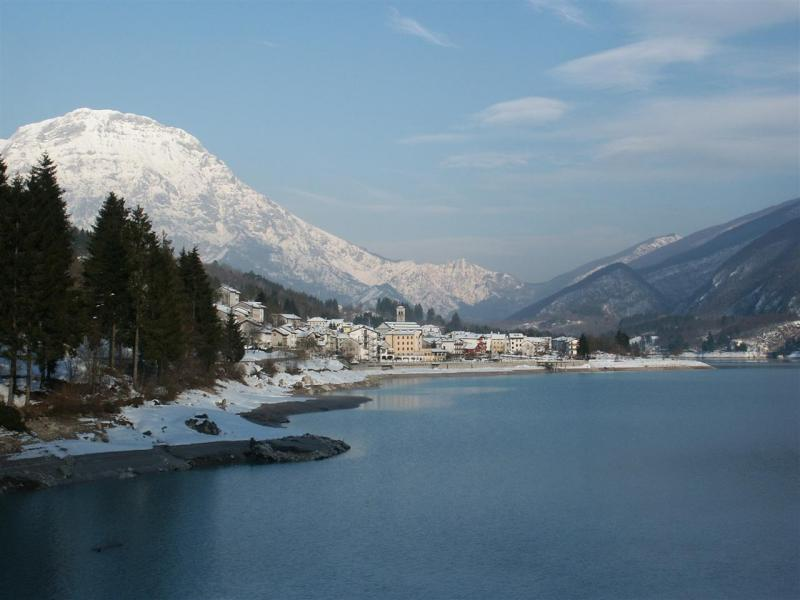

Населення — 253 особи (2014).

## Демографія
Населення за роками:

Станом на 1 січня 2023 року в муніципалітеті офіційно проживало 11 іноземців з 7 країн, серед них 7 громадян країн Євросоюзу та 1 громадянин України.

## Сусідні муніципалітети
- Андреїс
- Ав'яно
- К'єс-д'Альпаго
- Клаут
- Фризанко
- Монтереале-Вальчелліна
- Тамбре